# Georges Leygues
Georges Leygues (Villeneuve-sur-Lot (Lot-et-Garonne) 26 d'octubre de 1857 - Saint-Cloud (Seine-et-Oise) 2 de setembre de 1933), va ser un polític francès.

## Biografia
Va voler ser un oficial la Marina, però davant la negativa de la seva mare, finalment estudià Dret i es va fer advocat.
En la política va ser diputat de Lot-et-Garonne des de l'any 1885 fins a la seva mort.
A París,va freqüentar els medis literaris i va enviar assaigsde posesia a Sully Prudhomme i José-Maria de Heredia.
A les leeccions legislatives franceses de 1893 pel republicans moderats va ser fet ministre 
- 30 de maig de 1894 a 26 de gener de 1895 : Ministre d'Instrucció pública i de les belles Arts en el govern de Charles Dupuy
- 26 de gener a 28 d'octubre de 1895 : Ministre de l'Interior al tercer govern d'Alexandre Ribot
- 1 de novembre de 1898 al 7 de juny de 1902 : Ministre d'Instrucció pública i de les belles Arts en el govern de Pierre Waldeck-Rousseau: Va reformar l'ensenyament secundari l'any 1902.
- 14 de març a 25 d'ovrubre de 1906 : ministre de les Colònies en el govern de Ferdinand Sarrien :Va treballar per consolidar els ports de Bizerte, Dakar, Djibouti, Saigon, conqerí el Txad gràcies a haver pres l'Oasi de Bilma. Organitz`a l'Ensenyament a Ultra mar.

El 1909, Alfred Chauchard, fundador dels Grands Magasins du Louvre, li va llegar una enorme fortuna de 12 milions de francs-or (dels motius d'aquest llegat no se'n sap la causa).
El 1917, Clemenceau li confià el Ministeri de la Marina que va detentar fins a la seva mort el 1933. :
- 16 de novembre de 1917 al 20 de gener der 1920 : ministre de la Marina en el segon govern de Georges Clemenceau
- 24 de setembre de 1920 al 16 de gener de 1921 : President del consell i ministre dels Affaires étrangères : succeint Alexandre Millerand i essent substituït per Aristide Briand
- 28 de novembre de 1925 al 21 de febrer de 1930 : ministre de la Marine en les governs de Aristide Briand, Raymond Poincaré, Aristide Briand i André Tardieu
- 13 de desembre de 1930 al 27 de gener de 1931 : ministre de l'intérieur en el govern de Théodore Steeg
- 3 de juny de 1932 al 2 de setembre de 1933 : ministre de la Marine en el tercer govern d'Édouard Herriot, el govern de Joseph Paul-Boncour i el primer govern d'Édouard Daladier.

Com a Ministre de la Marina, Georges Leygues va originar el Statut Naval de 1920.
El 3 de juliol de 1905 va votar a favor de la llei de la separació de les esglésies i l'Estat.

## Homenatges
- El sseu nom ha estat donat a dos equipaments de la Marine nationale française, el creuer Georges Leygues, construït el 1933, i la fragata Georges Leygues, construïda el 1979, com també el lycée i el teatre Georges-Leygues a Villeneuve-sur-Lot.
- El 1953 es va erigir un monument en honor seu a Villeneuve-sur-Lot per l'arquitecte Louis Süe i l'escultor Charles Despiau.